# Rolf Maximilian Sievert
Rolf Maximilian Sievert (6. maj 1896 i Stockholm – 3. oktober 1966) var en svensk medicinsk fysiker. 
Rolf Maximilian Sievert lagde navn til måleenheden Sievert.